# Passo do Pequeno Monte Cenis
O passo do Pequeno Monte Cenis - Col du Petit Mont-Cenis  em francês e Colle del Piccolo Moncenisio em italiano - é um colo  a 2184 m,  que se encontra acima do vale da Maurienne e do vale de Susa, ambos no maciço do Monte Cenis na região de Auvérnia-Ródano-Alpes do departamento da Saboia, em França. 
O colo, que não faz de fronteira entre a França e a Itália, liga Bramans, na França, com Moncenisio na Itália. Curiosamente o pequeno colo encontra-se mais alto, a 2183 m, comparado com o passo do Monte Cenis que se encontra a 2081 m, e ambos tomam o nome do maciço do Monte Cenis. Este acidente geográfico faz parte da divisória de águas  entre o Mar Adriático e o Mar Mediterrâneo.
Além desta colo, e na mesma região, há também o  passo do Monte Cenis.